# Berliet T100

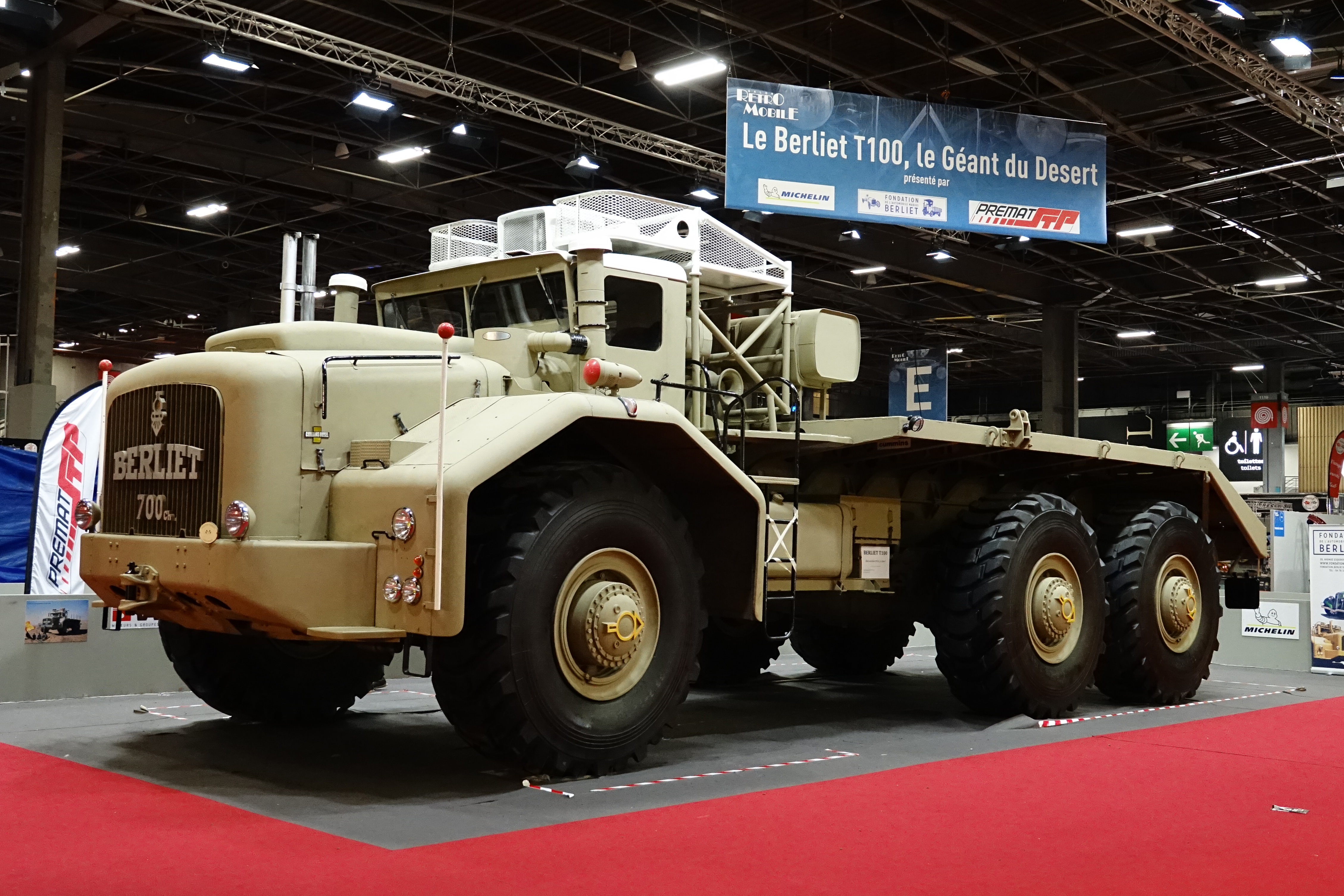
Berliet T100 (1)

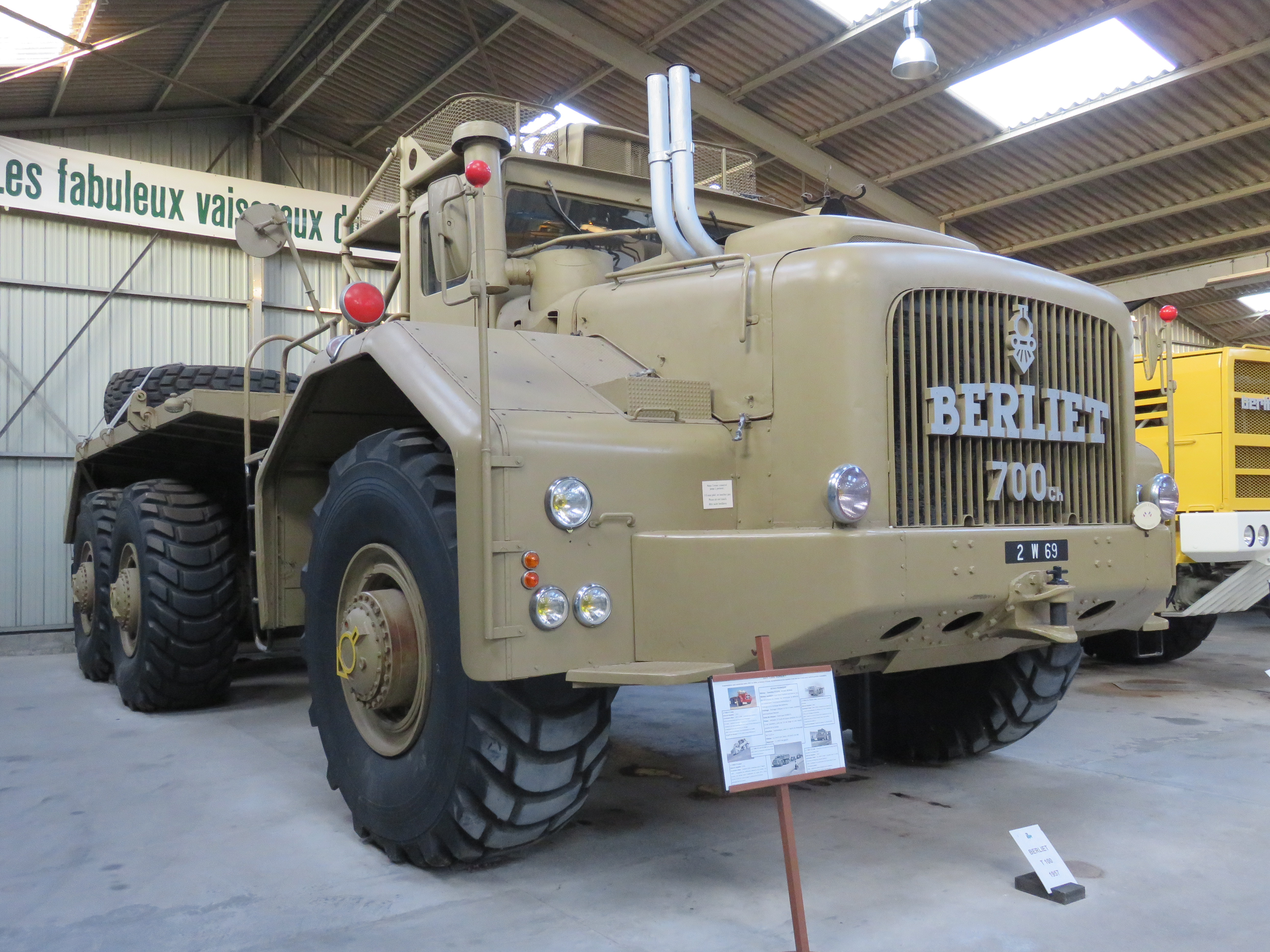
Berliet T100 (1957)

In 1957 bracht Berliet een gigantische vrachtwagen uit: de T100, ontworpen om op de slechts mogelijke terreinen te rijden in de Sahara. Na al die jaren blijft de vrachtwegen een ware legende.

## Geschiedenis
In de jaren 1950 zette de zoektocht naar aardolie zich verder tot in de grote vlakten van de Sahara. Deze zoektochten vergden specifiek en zwaar materiaal. Om dit materiaal tot aan de olievelden te transporteren, ontwierp Berliet, een Franse vrachtwagenconstructeur uit Lyon, eind 1956 een vrachtwagen met een groot laadvermogen.
Ontworpen en in productie gebracht in slechts negen maanden, bevatte het project alle beschikbare kennis inzake banden en aandrijving. Het resultaat werd de Berliet T100.
De T100 werd voorgesteld op de 'Salon de l'Automobile de l'automne 1957'. De vrachtwagen was te groot om tentoon te stellen in de lokalen van 'Le Parc de l'Exposition', de constructeur bouwde een specifieke tentoonstellingshal, de expohal werd "Hall saharien" genoemd.

## Specificaties Nummer 1 en 2
De T100 nummer 1 was destijds de grootste vrachtauto ter wereld. Het voertuig had een lengte van 15,30 meter, was 4,98 m breed en 4,43 m hoog.Het had aandrijving op alle wielen (6×6), of alleen op de achterwielen (6×4). De bestuurderscabine bood plaats aan een chauffeur en drie passagiers. De laadvloer was vlak; geschikt voor het transport van groot en zwaar materieel voor de olie- en gaswinning.
De motor was een V12 Cummins-dieselmotor, met 12 cilinders en twee turbocompressors, met een inhoud van 29,6 liter; goed voor een vermogen van 600 à 700 pk. De maximumsnelheid lag op circa 34 km/h. Voor de stuurbekrachtiging had de T100 een extra Panhard personenautomotor, om stuurbekrachtiging ook bij een stilstaande hoofdmotor mogelijk te maken. De draaicirkel bedroeg 13,2 m. De versnellingsbak was een halfautomaat van het merk Clark met vier versnellingen voorwaarts en vier achterwaarts. Het voertuig stond op zes Goodyear-banden van de maat 37,5×33R, dat correspondeert met een breedte van 1,0 m en een hoogte van 2,2 m. Een band woog een ton. De wielen hadden schijfremmen van het merk Messier die eigenlijk voor vliegtuigen bestemd waren.
De Berliet T100 nummer 2 was bijna identiek aan nummer 1. Het was alleen korter en de lengte kwam uit op 13,6 meter. Beide T100's hadden twee brandstoftanks van 950 liter elk. Op de weg was het brandstofverbruik 90 liter op 100 kilometer, in terrein verdubbelde dit ruimschoots naar 240 liter over dezelfde afstand. Het werkgebied was de woestijn van Algerije en de bestuurderscabine was voorzien van een airconditioning die de temperatuur in de cabine op 25°C hield bij een buitentemperatuur van 60°C.
De Maximaal Toelaatbare Massa (MTM) lag tussen de 120 en 150 ton en het laadvermogen was 80 ton (vrachtwagen met laadbak).

## T100 Nummer 3
In 1959 werd een derde type geïntroduceerd in een kiepwagen uitvoering. De kiepbak was van het merk Marrel en had een inhoud van 50 m³. Deze versie was bestemd voor een uraniummijn in dagbouw te Bessines in het departement Haute-Vienne.

## T100 Nummer 4
Het laatste type in deze serie was de Berliet T100 Nummer 4. Deze werd geproduceerd met een frontstuurcabine met vijf zitplaatsen en geïntegreerde slaapplaats. Het voertuig was 4,80 m breed. De cabine had een voorruit in drie delen met zes ruitenwissers. De versnellingsbak had acht versnellingen voor- en achterwaarts. De motor was de bekende V12 Cummins dieselmotor maar Berliet heeft ook nog geëxperimenteerd met een helikoptermotor. Deze motor van Turboméca had een vermogen van 1000 pk bij 2400 toeren per minuut. Het brandstofverbruik was echter te hoog waardoor dit experiment is gestaakt.